# سرطانة شبيهة بالقاعدية

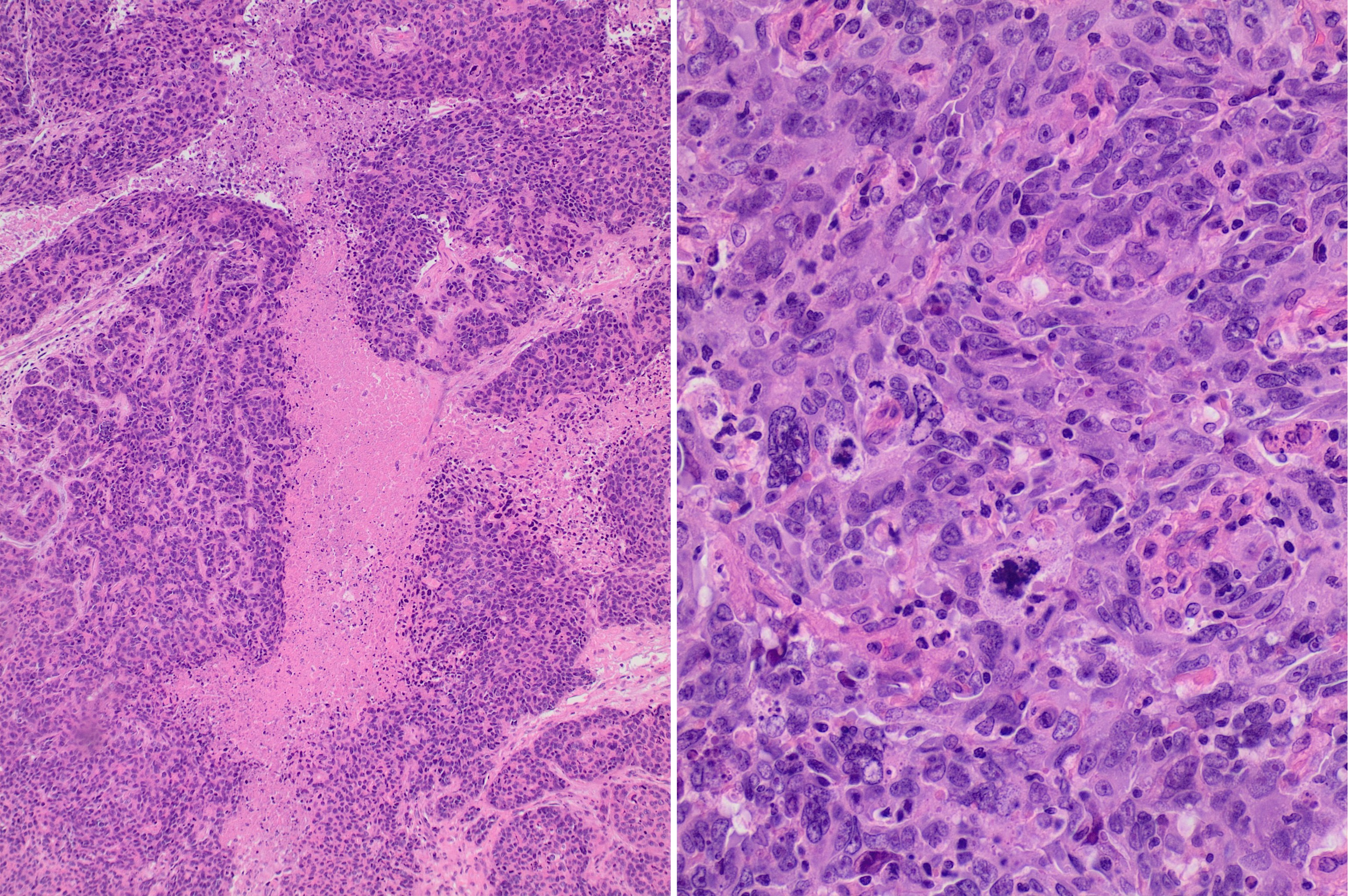
علم الأمراض النسيجي لسرطان الثدي القاعدي

السرطانة الشبيهة بالقاعدية هي نوع فرعي من سرطان الثدي مقترَح حديثًا يُحدد من خلال تعبيره الجيني وتعبيره البروتيني.
صنّف بريو وآخرون سرطانة الثدي الغازية في 4 أنواع فرعية، وقارن كاب وآخرون مجموعات بيانات تصف مصفوفات الحمض النووي المتمم الدقيقة، وميّزوا بين خمسة أنواع فرعية جزيئية لسرطان الثدي، تضم النوع الفرعي اللُمعي إيه والنوع الفرعي اللمعي بي والنوع الفرعي الطبيعي الشبيه بالثدي والنوع الفرعي المرتبط بفرط التعبير عن مستقبلات عامل النمو البشري الثاني والنوع الفرعي الشبيه بالقاعدي. وبذلك انتقل التشخيص المرضي السريري الحديث لسرطان الثدي من كونه تشخيصًا مورفولوجيًا بسيطًا إلى تشخيص مورفولوجي جزيئي مشترك. يغير التنميط الجيني بشكل أساسي مفهوم سرطان الثدي ويحسن مآل مرضى سرطان الثدي وعلاجاتهم. في جميع الأنواع الفرعية الجزيئية، يظل سرطان الثدي الشبيه بالقاعدي التحدي الأكبر في الأبحاث الحالية بسبب غزوه القوي وخصائصه البيولوجية الجزيئية.

## الوبائيات
سرطان الثدي الشبيه بالقاعدي أكثر شيوعًا بين الشابات والنساء في الفترة قبل انقطاع الطمث في إفريقيا ولدى الأمريكيين الأفارقة. يُعتقد عمومًا أن سرطان الثدي الشبيه بالقاعدي يصيب الشابات، ولكن أحدث دراسات العينات الكبيرة القائمة على الكيمياء النسيجية المناعية أظهرت أن متوسط عمر مريضات سرطان الثدي الشبيه بالقاعدي هو 47.7 إلى 55 سنة. وُجد أن الارتباط بين الإصابة بسرطان الثدي الشبيه بالقاعدي والرضاعة الطبيعية هو ارتباط سلبي. ومقارنة بسرطان الثدي القنوي، فإن سرطان الثدي الشبيه بالقاعدي أكثر انتشارًا بين النساء اللواتي بدأ الحيض لديهن في سن أبكر؛ واللواتي يقل عمرهن عند حدوث الحمل الأول عن 26 عامًا. تكون النساء ذوات المكانة الاقتصادية والاجتماعية المنخفضة والمصابات بالمتلازمة الأيضية ومستخدِمات وسائل منع الحمل لأكثر من عام واحد أكثر عرضة للإصابة بسرطان الثدي الشبيه بالقاعدي. ترتبط زيادة نسبة الخصر إلى الورك قبل انقطاع الطمث بشكل كبير بحدوث سرطان الثدي الشبيه بالقاعدي.

## العلاج والمآل
تكون الأورام غالبًا كبيرة وفي مرحلة متأخرة، إلا أن الأنواع الفرعية الشبيهة بالقاعدية أكثر حساسية للعلاج الكيميائي المساعد الجديد القائم على إعطاء أنثراسيكلين مقارنةً بسرطانات الثدي اللمعية. وعلى الرغم من الحساسية الكيميائية الأولية، تكون معدلات البقيا دون مراضة لدى المريضات المصابات بالأنواع الفرعية الشبيهة بالقاعدية والبقيا الكلية أكثر سوءًا، وذلك بالمقارنة مع المصابات بالأنواع الفرعية اللمعية، مع معدل إجمالي للبقيا لخمس سنوات يبلغ 58% لدى المصابات بسرطانة شبيهة بالقاعدية مقارنة بنحو 88% لدى المصابات بالنوع الفرعي اللمعي إيه. النسبة المئوية للمريضات اللواتي يبقى لديهن حد أدنى من بقايا المرض بعد العلاج الكيميائي أعلى بين السرطانات الشبيهة بالقاعدية بالمقارنة مع سرطانات الثدي سلبية مستقبلات الإستروجينبة/إيجابية مستقبل عامل نمو البشري الثاني الموجبة. ولأنه نوع جزيئي فرعي مستقل، تُعزى أهمية السرطان الشبيه بالقاعدي في الأبحاث السريرية لسرطان الثدي إلى سلوكه البيولوجي الخاص ومآله السيئ. لسرطان الثدي الشبيه بالقاعدي نشاط تكاثري مرتفع وغزو قوي، ما يعني سهولة نكسه وانتقاله، وقصر فترة البقاء على قيد الحياة بشدة لدى المصابات به. ينتقل سرطان الثدي الشبيه بالقاعدي بسهولة إلى الدماغ والرئة من خلال الأوعية الدموية، ولكن انتقاله إلى العظام والكبد أصعب، ما يشير إلى خصوصية انتقاله، وسوء المآل بمجرد حدوث الانتقال. تحتاج الكثير من نتائج الأبحاث إلى التأكيد، لكن الأدلة تشير إلى أن سرطان الثدي الشبيه بالقاعدي، بغض النظر عن الخصائص السريرية أو الاستجابات العلاجية، هو مجموعة متغايرة من الإصابات السرطانية.